# Eiphosoma ribeiroi
Eiphosoma ribeiroi är en stekelart som beskrevs av Costa Lima 1953. Eiphosoma ribeiroi ingår i släktet Eiphosoma och familjen brokparasitsteklar. Inga underarter finns listade i Catalogue of Life.